# Tylosperma
Tylosperma är ett släkte av rosväxter. Tylosperma ingår i familjen rosväxter.
Kladogram enligt Catalogue of Life:
| Tylosperma | \| \| Tylosperma lignosa \| \| \| \| \| \| Tylosperma sericophylla \| \| \| \| |
|            | \| \| Tylosperma lignosa \| \| \| \| \| \| Tylosperma sericophylla \| \| \| \| |
|            | Tylosperma lignosa                                                             |
|            |                                                                                |
|            | Tylosperma sericophylla                                                        |
|            |                                                                                |